# وولینکا (باشقیرستان)
وولینکا (انگلیسی: Volynka, Republic of Bashkortostan) یک شهرک در شهرستان داولکانوفسکی در استان باشقیرستان کشور روسیه است.